# Xã Bjornson, Quận McHenry, Bắc Dakota
Xã Bjornson (tiếng Anh: Bjornson Township) là một xã thuộc quận McHenry, tiểu bang Bắc Dakota, Hoa Kỳ. Năm 2010, dân số của xã này là 42 người.